# Vital de Bettencourt de Vasconcelos e Lemos
 Vital de Bettencourt de Vasconcelos e Lemos (Angra, 3 de julho de 1751 — Angra, 28 de junho de 1847), mais conhecido por Vital de Bettencourt, foi um fidalgo cavaleiro da Casa Real, cavaleiro professo na Ordem de Cristo, cavaleiro da Ordem de São Bento de Avis, sargento-mor das Ordenanças de Angra e brigadeiro do Exército Português, que se distinguiu pelo seu papel durante a fase inicial da implantação do liberalismo nos Açores e depois numa longa carreira política.

## Biografia
Vital de Bettencourt de Vasconcelos e Lemos nasceu em Angra, filho do rico morgado José de Bettencourt e de sua esposa D. Maria Clara de Lacerda, ambos membros da melhor aristocracia açoriana. O pai era morgado de uma das mais importantes casas da cidade de Angra, a casa da Madre de Deus, e liderava uma família notável da nobreza local. Por herança de seus pais foi fidalgo cavaleiro da Casa Real, morgado e grande proprietário, senhor do Solar da Madre de Deus em Angra.
Seguindo a tradição familiar, foi sargento-mor das Ordenanças de Angra, jurado em 27 de dezembro de 1789, terminando a sua carreira nas milícias como coronel do Regimento de Milícias de Angra. Apesar de não ser oficial de 1.ª linha, isto é, do Exército pago e profissionalizado, por carta de 19 de fevereiro de 1805 foi nomeado governador do Castelo de São João Baptista do Monte Brasil, lugar vago pela morte do tenente-coronel Francisco Alberto Malheiros.   A nomeação foi uma mercê régia fora da lei geral, pois o regimento dos capitães-generais de 2 de agosto de 1766 ordenava que o governador do Castelo fosse o comandante do regimento instalado na fortaleza. Esta circunstância, e a de não ser Vasconcelos e Lemos oficial de linha, levantou graves disputas entre o novo governador e o comandante do batalhão aí aquartelado o que levou o capitão-general, em dezembro de 1807, a propor o fim do seu governo e a sua substituição por um oficial do Exército, o que viria a acontecer com a nomeação do sargento-mor Teodoro Pamplona Corte Real, por carta de 21 de outubro de 1809.  Em compensação, foi feito brigadeiro do Exército Português, honorário.
Exerceu também numerosos cargos na governança local, entre os quais os de almotacé, vereador e juiz da Câmara de Angra, deputado da Junta da Real Fazenda, protetor dos expostos e inspetor das estradas da ilha Terceira. 
Desencadeado o processo revolucionário que levaria à Guerra Civil Portuguesa, o morgado Vital de Lemos teve ainda uma agitada participação na crise política entre miguelistas e liberais, pois foi obrigado a um percurso político sinuoso, já que entre os seus filhes se contavam, em simultâneo, alguns dos líderes liberais e miguelistas. Assim, foi um dos signatários dos autos de aclamação do rei D. Miguel I de Portugal e da Rainha D. Maria II, que se celebraram em Angra do Heroísmo, aderindo assim aos dois partidos, o absolutista e o constitucional, o que fez em obediência aos governos constituídos, e devido também à circunstância de se encontrar então com uma velhice atribulada, e cercado de filhos que seguiam partidos opostos.
Ainda assim, acabou por aderir ao movimento liberal terceirense, não tomando nele parte ativa na contenda atendendo à sua avançada idade. Foi um dos signatários do auto da revolução de 22 de junho de 1828, e subscreveu ações para a compra dos navios da esquadra constitucional. 
Como teve filhos que militaram em ambos os lados da Guerra Civil, foi obrigado a oscilar entre os liberais e os absolutistas, assinando os respetivos autos. Faleceu a dias de completar 96 anos de idade, sendo ao tempo uma das figuras mais respeitadas da sociedade angrense. Para além de fidalgo cavaleiro da Casa Real e brigadeiro honorário do Exército, era cavaleiro professo da Ordem de Cristo e foi condecorado com o hábito de cavaleiro da Ordem de São Bento de Avis.

## Relações familiares
Filhos de outro Vital de Bettencourt de Vasconcelos e Lemos e D. Maria Serafina do Carvalhal Noronha da Silveira. Teve os seguintes filhos:
1. Vital de Lemos Bettencourt. Casou com D. Clara Pereira Forjaz Sarmento de Lacerda.
2. D. Maria da Madre de Deus de Bettencourt de Vasconcelos e Lemos. Nasceu no dia 15 de Maio de 1857, e casou com Fernando Coelho Rocha.
3. D. Genoveva de Bettencourt de Vasconcelos e Lemos, que nasceu no dia 5 de setembro de 1860. Foi a condessa de Sieuve de Menezes pelo seu casamento com Raimundo Sieuve de Meneses.
4. João de Lemos Bettencourt. Casou com D. Maria Emília Pires Toste.
5. D. Maria Serafina de Bettencourt de Vasconcelos e Lemos, que nasceu no dia 14 de Agosto de 1873, e casou com João de Ornelas Bruges Paim da Câmara.
6. D. Vitalina de Bettencourt de Vasconcelos e Lemos. Casou com Manuel da Silva Vaz.